# 주오구 (지바시)
주오구(일본어: 中央区)는 일본 지바현 지바시의 행정구 중 하나이다. 구내에 지바시청과 지바현청이 있으며 J리그 클럽 제프 유나이티드 이치하라 지바의 홈구장인 후쿠다 전자 아레나가 있다.

## 지리
도쿄만과 접하고 있으며 지바시의 다른 네 개의 구인 미하마구, 이나게구, 와카바구, 미도리구와 남쪽으로 이치하라시와 접한다.

## 역사
1992년 4월 1일 지바시가 정령지정도시가 되면서 구가 설치되었다.

## 시설
- 후쿠다 전자 아레나

## 교통

### 철도
- 동일본 여객철도
  - 소부 본선
  - 소토보선
  - 우치보선
  - 게이요선

- 게이세이 전철
  - 지바선
  - 지하라선

- 지바 도시 모노레일
  - 1호선
  - 2호선

### 도로
- 국도 14호선
- 국도 16호선
- 국도 51호선
- 국도 126호선
- 국도 357호선